# Presidencia pro tempore del Mercosur

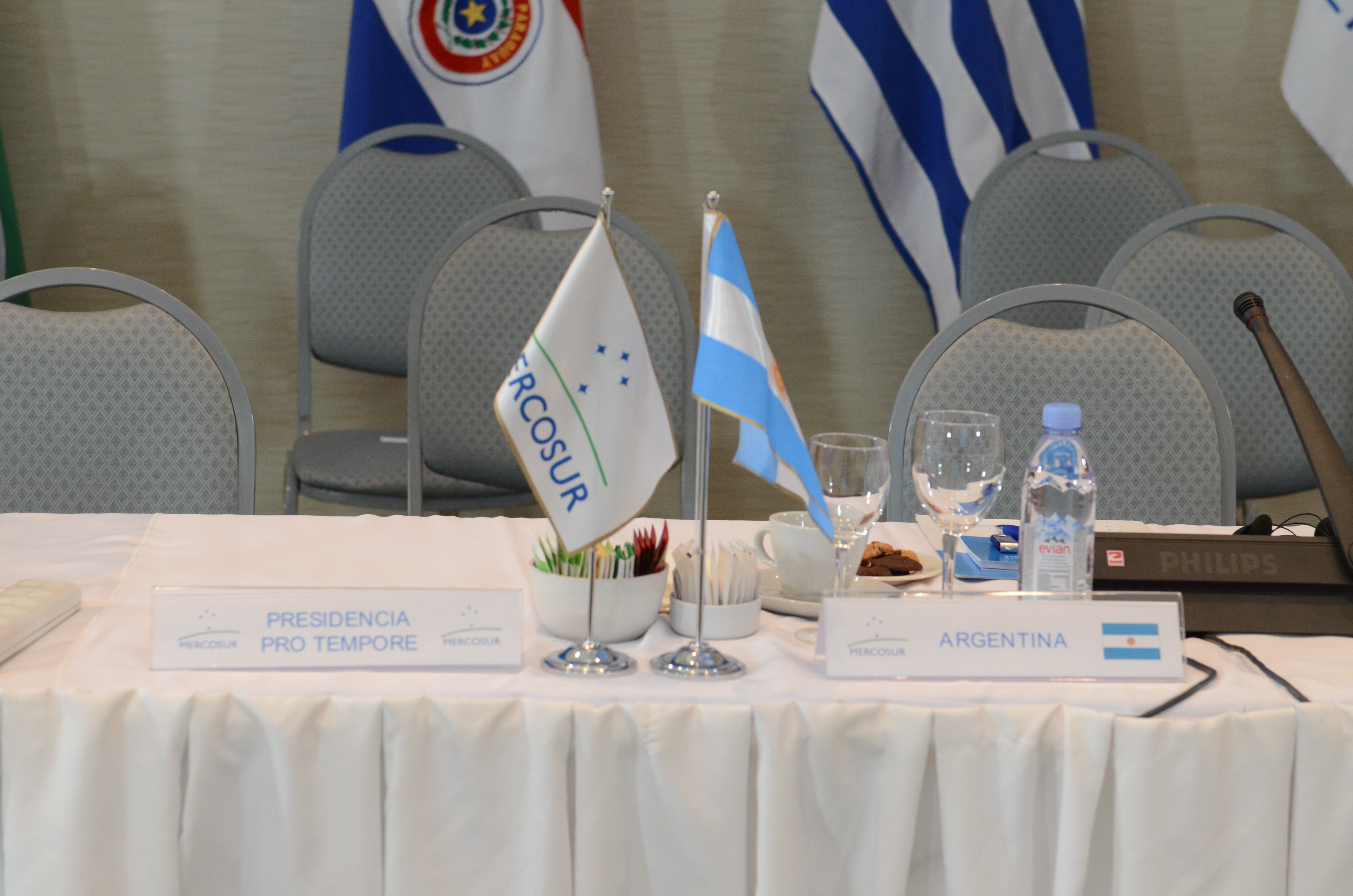
Presidencia pro tempore de Argentina en 2017.

La Presidencia rotatoria pro tempore del Mercosur es la representación política y legal pro tempore máxima del Mercado Común del Sur (Mercosur). La oficina se ejerce durante el periodo de seis meses para un jefe de Estado de uno de los países miembros.

## Insignia del puesto
Los jefes de Estado que conforman el Mercosur tienen como insignia una banda presidencial. A su vez, la insignia del cargo de Presidente pro tempore del Mercosur es un martillo artesanal.

## Jefes de Estado que ocupan el cargo
- Presidente de Argentina
- Presidente de Bolivia
- Presidente de Brasil
- Presidente de Paraguay
- Presidente de Uruguay
- Presidente de Venezuela (suspendido)

## Presidentespro tempore
Esta es la lista de jefes de Estado que asumieron la presidencia pro tempore del Mercosur, cumpliendo la determinación del Tratado de Asunción de que el cargo sería ejercido por los países miembro, por el período rotativo de seis meses, siguiendo el orden alfabético de cada nación del bloque.
| N.º | Presidente                               | Presidente | Partido                                   | Inicio del mandato       | Fin del mandato         | Referencias y notas |
| --- | ---------------------------------------- | ---------- | ----------------------------------------- | ------------------------ | ----------------------- | ------------------- |
| 1   | Carlos Saúl Menem Argentina              |            | Partido Justicialista                     | 29 de noviembre de 1991  | 1 de julio de 1992      | [ 2 ]               |
| 2   | Fernando Collor de Mello · Brasil        |            | Partido de la Reconstrucción Nacional     | 1 de julio de 1992       | 1 de enero de 1993      |                     |
| 3   | Andrés Rodríguez Pedotti Paraguay        |            | Partido Colorado                          | 1 de enero de 1993       | 1 de julio de 1993      |                     |
| 4   | Luis Alberto Lacalle · Uruguay           |            | Partido Nacional                          | 1 de julio de 1993       | 1 de enero de 1994      |                     |
| 5   | Carlos Saúl Menem Argentina              |            | Partido Justicialista                     | 1 de enero de 1994       | 1 de julio de 1994      |                     |
| 6   | Itamar Franco · Brasil                   |            | Movimiento Democrático Brasileño          | 1 de julio de 1994       | 1 de enero de 1995      |                     |
| 7   | Juan Carlos Wasmosy Paraguay             |            | Partido Colorado                          | 1 de enero de 1995       | 1 de julio de 1995      |                     |
| 8   | Julio María Sanguinetti · Uruguay        |            | Partido Colorado                          | 1 de julio de 1995       | 1 de enero de 1996      |                     |
| 9   | Carlos Saúl Menem Argentina              |            | Partido Justicialista                     | 1 de enero de 1996       | 1 de julio de 1996      |                     |
| 10  | Fernando Henrique Cardoso · Brasil       |            | Partido de la Social Democracia Brasileña | 1 de julio de 1996       | 1 de enero de 1997      |                     |
| 11  | Juan Carlos Wasmosy Paraguay             |            | Partido Colorado                          | 1 de enero de 1997       | 1 de julio de 1997      |                     |
| 12  | Julio María Sanguinetti · Uruguay        |            | Partido Colorado                          | 1 de julio de 1997       | 1 de enero de 1998      |                     |
| 13  | Carlos Saúl Menem Argentina              |            | Partido Justicialista                     | 1 de enero de 1998       | 1 de julio de 1998      | [ 3 ]               |
| 14  | Fernando Henrique Cardoso · Brasil       |            | Partido de la Social Democracia Brasileña | 1 de julio de 1998       | 1 de enero de 1999      |                     |
| 15  | Raúl Cubas Grau Paraguay                 |            | Partido Colorado                          | 1 de enero de 1999       | 28 de marzo de 1999     | [ 4 ]               |
| 16  | Luis Ángel González Macchi Paraguay      |            | Partido Colorado                          | 28 de marzo de 1999      | 1 de julio de 1999      |                     |
| 17  | Julio María Sanguinetti · Uruguay        |            | Partido Colorado                          | 1 de julio de 1999       | 1 de enero de 2000      |                     |
| 18  | Fernando de la Rúa Argentina             |            | Unión Cívica Radical                      | 1 de enero de 2000       | 1 de julio de 2000      |                     |
| 19  | Fernando Henrique Cardoso · Brasil       |            | Partido de la Social Democracia Brasileña | 1 de julio de 2000       | 1 de enero de 2001      |                     |
| 20  | Luis Ángel González Macchi Paraguay      |            | Partido Colorado                          | 1 de enero de 2001       | 1 de julio de 2001      |                     |
| 21  | Jorge Batlle · Uruguay                   |            | Partido Colorado                          | 1 de julio de 2001       | 1 de enero de 2002      |                     |
| 22  | Eduardo Duhalde Argentina                |            | Partido Justicialista                     | 2 de enero de 2002       | 1 de julio de 2002      | [ 5 ]               |
| 23  | Fernando Henrique Cardoso · Brasil       |            | Partido de la Social Democracia Brasileña | 1 de julio de 2002       | 1 de enero de 2003      |                     |
| 24  | Luis Ángel González Macchi Paraguay      |            | Partido Colorado                          | 1 de enero de 2003       | 1 de julio de 2003      |                     |
| 25  | Jorge Batlle · Uruguay                   |            | Partido Colorado                          | 1 de julio de 2003       | 1 de enero de 2004      |                     |
| 26  | Néstor Kirchner Argentina                |            | Partido Justicialista                     | 1 de enero de 2004       | 1 de julio de 2004      |                     |
| 27  | Luiz Inácio Lula da Silva · Brasil       |            | Partido de los Trabajadores               | 7 de julio de 2004       | 1 de enero de 2005      | [ 6 ]               |
| 28  | Nicanor Duarte Frutos Paraguay           |            | Partido Colorado                          | 1 de enero de 2005       | 1 de julio de 2005      |                     |
| 29  | Tabaré Vázquez · Uruguay                 |            | Frente Amplio                             | 20 de junio de 2005      | 9 de diciembre de 2005  | [ 7 ]               |
| 30  | Néstor Kirchner Argentina                |            | Partido Justicialista                     | 9 de diciembre de 2005   | 21 de julio de 2006     | [ 8 ]               |
| 31  | Luiz Inácio Lula da Silva · Brasil       |            | Partido de los Trabajadores               | 21 de julio de 2006      | 19 de enero de 2007     | [ 9 ]               |
| 32  | Nicanor Duarte Frutos Paraguay           |            | Partido Colorado                          | 19 de enero de 2007      | 29 de junio de 2007     | [ 10 ]              |
| 33  | Tabaré Vázquez · Uruguay                 |            | Frente Amplio                             | 29 de junio de 2007      | 18 de diciembre de 2007 | [ 11 ]              |
| 34  | Cristina Fernández de Kirchner Argentina |            | Partido Justicialista                     | 18 de diciembre de 2007  | 1 de julio de 2008      | [ 12 ] [ 13 ]       |
| 35  | Luiz Inácio Lula da Silva · Brasil       |            | Partido de los Trabajadores               | 1 de julio de 2008       | 16 de diciembre de 2008 | [ 14 ] [ 15 ]       |
| 36  | Fernando Lugo Paraguay                   |            | Partido Demócrata Cristiano               | 16 de diciembre de 2008  | 24 de julio de 2009     | [ 16 ] [ 17 ]       |
| 37  | Tabaré Vázquez · Uruguay                 |            | Frente Amplio                             | 24 de julio de 2009      | 8 de diciembre de 2009  | [ 18 ]              |
| 38  | Cristina Fernández de Kirchner Argentina |            | Partido Justicialista                     | 8 de diciembre de 2009   | 3 de agosto de 2010     | [ 19 ]              |
| 39  | Luiz Inácio Lula da Silva · Brasil       |            | Partido de los Trabajadores               | 3 de agosto de 2010      | 17 de diciembre de 2010 | [ 20 ]              |
| 40  | Fernando Lugo Paraguay                   |            | Frente Guasú                              | 17 de diciembre de 2010  | 29 de junio de 2011     | [ 21 ]              |
| 41  | José Mujica · Uruguay                    |            | Frente Amplio                             | 29 de junio de 2011      | 20 de diciembre de 2011 | [ 22 ]              |
| 42  | Cristina Fernández de Kirchner Argentina |            | Partido Justicialista                     | 20 de diciembre de 2011  | 29 de junio de 2012     | [ 23 ]              |
| 43  | Dilma Rousseff · Brasil                  |            | Partido de los Trabajadores               | 29 de junio de 2012      | 7 de diciembre de 2012  | [ 24 ]              |
| 44  | José Mujica · Uruguay                    |            | Frente Amplio                             | 7 de diciembre de 2012   | 12 de julio de 2013     | [ 25 ]              |
| 45  | Nicolás Maduro · Venezuela               |            | Partido Socialista Unido de Venezuela     | 12 de julio de 2013      | 29 de julio de 2014     | [ 26 ]              |
| 46  | Cristina Fernández de Kirchner Argentina |            | Partido Justicialista                     | 29 de julio de 2014      | 17 de diciembre de 2014 | [ 27 ]              |
| 47  | Dilma Rousseff · Brasil                  |            | Partido de los Trabajadores               | 17 de diciembre de 2014  | 17 de julio de 2015     | [ 28 ]              |
| 48  | Horacio Cartes Paraguay                  |            | Partido Colorado                          | 17 de julio de 2015      | 21 de diciembre de 2015 | [ 29 ]              |
| 49  | Tabaré Vázquez · Uruguay                 |            | Frente Amplio                             | 21 de diciembre de 2015  | 29 de julio de 2016     | [ 30 ]              |
| 50  | Mauricio Macri Argentina                 |            | Propuesta Republicana                     | 14 de septiembre de 2016 | 14 de diciembre de 2016 | [ 31 ]              |
| 50  | Michel Temer · Brasil                    |            | Movimiento Democrático Brasileño          | 14 de septiembre de 2016 | 14 de diciembre de 2016 | [ 31 ]              |
| 50  | Horacio Cartes Paraguay                  |            | Partido Colorado                          | 14 de septiembre de 2016 | 14 de diciembre de 2016 | [ 31 ]              |
| 50  | Tabaré Vázquez · Uruguay                 |            | Frente Amplio                             | 14 de septiembre de 2016 | 14 de diciembre de 2016 | [ 31 ]              |
| 51  | Mauricio Macri Argentina                 |            | Propuesta Republicana                     | 14 de diciembre de 2016  | 21 de julio de 2017     | [ 32 ] [ 33 ]       |
| 52  | Michel Temer · Brasil                    |            | Movimiento Democrático Brasileño          | 21 de julio de 2017      | 21 de diciembre de 2017 | [ 34 ]              |
| 53  | Horacio Cartes Paraguay                  |            | Partido Colorado                          | 21 de diciembre de 2017  | 18 de junio de 2018     | [ 35 ]              |
| 54  | Tabaré Vázquez · Uruguay                 |            | Frente Amplio                             | 18 de junio de 2018      | 18 de diciembre de 2018 | [ 36 ]              |
| 55  | Mauricio Macri Argentina                 |            | Propuesta Republicana                     | 18 de diciembre de 2018  | 17 de julio de 2019     | [ 37 ]              |
| 56  | Jair Bolsonaro · Brasil                  |            | Partido Social Liberal (PSL)              | 17 de julio de 2019      | 5 de diciembre de 2019  | [ 34 ]              |
| 57  | Mario Abdo Benítez Paraguay              |            | Partido Colorado                          | 5 de diciembre de 2019   | 2 de julio de 2020      | [ 38 ]              |
| 58  | Luis Lacalle Pou · Uruguay               |            | Partido Nacional                          | 2 de julio de 2020       | 16 de diciembre de 2020 | [ 39 ]              |
| 59  | Alberto Fernández Argentina              |            | Partido Justicialista                     | 16 de diciembre de 2020  | 8 de julio de 2021      |                     |
| 60  | Jair Bolsonaro · Brasil                  |            | Partido Liberal                           | 8 de julio de 2021       | 18 de diciembre de 2021 |                     |
| 61  | Mario Abdo Benítez Paraguay              |            | Partido Colorado                          | 18 de diciembre de 2021  | 20 de julio de 2022     | [ 40 ]              |
| 62  | Luis Lacalle Pou · Uruguay               |            | Partido Nacional                          | 21 de julio de 2022      | 5 de diciembre de 2022  |                     |
| 63  | Alberto Fernández Argentina              |            |                                           | 6 de diciembre de 2022   | 3 de julio de 2023      |                     |
| 64  | Luiz Inácio Lula da Silva · Brasil       |            | Partido de los Trabajadores               | 4 de julio de 2023       | 6 de diciembre de 2023  |                     |
| 65  | Santiago Peña Paraguay                   |            | Partido Colorado                          | 7 de diciembre de 2023   | 7 de julio de 2024      |                     |
| 66  | Luis Lacalle Pou · Uruguay               |            | Partido Nacional                          | 8 de julio de 2024       | 6 de diciembre de 2024  |                     |
| 67  | Javier Milei Argentina                   |            | La Libertad Avanza                        | 6 de diciembre de 2024   | 3 de julio de 2025      |                     |
| 68  | Luiz Inácio Lula da Silva · Brasil       |            | Partido de los Trabajadores               | 3 de julio de 2025       | En el cargo             |                     |